# Gebrüder Moped
Gebrüder Moped war ein österreichisches Kabarettduo, bestehend aus Franz Stanzl (* 20. Mai 1972 in Wien) und Martin Strecha-Derkics (* 27. März 1971 in Wien).

## Geschichte
Bekannt wurden die Gebrüder Moped durch ihre satirischen Bildbearbeitungen und humoristischen Kommentare in den sozialen Medien Facebook, Twitter und Instagram.
Ihr erstes Kabarettprogramm Gaga präsentierte das Duo 2008 im Wiener Kabarett Niedermair. Gleichzeitig startete die Tour Die lange Nacht des Kabaretts gemeinsam mit Pepi Hopf, Clemens Maria Schreiner und Gerhard Gradinger.
Mit den folgenden Programmen Bist du Moped (2009), Jausengegner (2012), Männerversteher (2013), Tellerrandtango (2014) und Keine Angst (2017) traten sie auf zahlreichen Bühnen und Veranstaltungsorten in ganz Österreich auf.
Seit 2014 kuratieren und moderieren sie die Veranstaltungsreihe Kabarett Koalition im Kulturhof Villach. Fünfmal im Jahr gestalten die Kabarettisten mit jeweils zwei Acts einen gemeinsamen Abend.
Seit 2015 veranstalten die Gebrüder Moped jährlich am Aschermittwoch in der Kulisse Wien die Benefizveranstaltung Parole! Ein politischer Aschermittwoch im Kabarett. Sie führen als Hosts der satirischen Revue durch das vergangene Jahr und bitten jeweils rund zehn Gäste aus verschiedenen Bereichen des öffentlichen Lebens (Politik, Journalismus, Kultur) am Bühnen-Stammtisch Platz zu nehmen und den Abend durch Gastbeiträge zu bereichern.
2015 veröffentlichten die Gebrüder Moped ihr erstes Buch Was macht der Kanzler eigentlich beruflich?, 2018 folgte Heute gehört uns Österreich und morgen die ganze Scheibe. Die multimediale Leseshow zum Buch (Premiere im Wiener Rabenhof Theater) führte durch ganz Österreich.
2016 und 2018 spielen die Gebrüder Moped zu Jahresende gemeinsam mit Gerald Fleischhacker, Guido Tartarotti, Verena Scheitz und Leo Lukas den satirischen Jahresrückblick Das war 20xx! … ein Jahr im Rückspiegel.
Die Gebrüder Moped sind Co-Autoren des Kabarettprogramms Silber von Patrizia Wunderl (Premiere am 18. Februar 2020 in der Kulisse Wien, Regie: Jules Stipsits) und arbeiteten als Autoren für zahlreiche TV-Produktionen (u. a. Willkommen Österreich und Bist du deppert). Sie verfassten Kolumnen und Textbeiträge für diverse Medien und Institutionen (unter anderem IG Kultur, SOS Mitmensch, Wiener Sport-Club, First Vienna Football Club 1894, Falter, Der Standard, Moment Magazin).
2020 bis 2021 produzierten die Gebrüder Moped für das Moment Magazin den „Podcast des Jahres“. Dabei stellten sie wöchentlich ein historisches Jahr vor und sprachen anhand dessen über Politik, Gesellschaft und Geschichte.
2022 bis 2024 veröffentlichten die Gebrüder Moped wöchentlich den „Bist du Moped! Podcast“.
Am 15. Dezember 2023 verkündete das Duo seine Auflösung per Mai 2024. Am 18. Mai 2024 spielten die Gebrüder Moped im Wiener Kabarett Niedermair ihre letzte Vorstellung.

## Kabarettprogramme
- 2023: Nennt eure Kinder nicht Ernst, Premiere am 14. März 2023 im CasaNova Vienna; Regie: Petra Kreuzer
- 2021: Das Beste aus beiden Welten, Premiere am 4. August 2021 im Stadtsaal Gloggnitz
- 2020: Die Gebrüder Moped Show, Premiere am 2. März 2020 im Kabarett Niedermair; Regie: Klaus Eckel
- 2018: Heute gehört uns Österreich und morgen die ganze Scheibe, Leseshow zum gleichnamigen Buch, Premiere am 20. September 2018 im Rabenhof Theater
- 2017: Keine Angst, Premiere am 3. April 2017 im Kabarett Niedermair; Regie: Leo Lukas[11]
- 2014: Tellerrandtango, Premiere am 26. September 2014 in der Kulisse[12]
- 2013: Männerversteher, Premiere am 2. Februar 2013 im Kabarett Niedermair[13]
- 2012: Jausengegner, Premiere am 12. Jänner 2012 im Kabarett Niedermair
- 2009: Bist du Moped, Premiere am 3. Oktober 2009 im Kabarett Niedermair
- 2008: Gaga, Premiere am 11. September 2008 im Kabarett Niedermair; Regie: Susanne Stanzl

## Live-Shows
- 2023: Baba 2023 – ein satirischer Jahresrückblick, gemeinsam mit Anna Mabo und Miriam Hie, Premiere am 1. Dezember 2023 in der Kulisse, Wien
- 2019: Ein fesches Dirndl, Lesung gemeinsam mit Zdenka Becker, Premiere am 26. Oktober 2019 in der Kulisse
- 2018: Das war 2018! … ein Jahr im Rückspiegel, satirischer Jahresrückblick gemeinsam mit Gerald Fleischhacker, Guido Tartarotti, Verena Scheitz und Leo Lukas, Premiere am 27. Dezember 2018 im Stadtsaal
- 2017: Spompanadeln auf zwei Radeln, Kinderprogramm, Premiere am 6. November 2017 im Kulturhofkeller Villach
- 2016: Das war 2016! … ein Jahr im Rückspiegel, satirischer Jahresrückblick gemeinsam mit Gerald Fleischhacker, Guido Tartarotti, Verena Scheitz und Leo Lukas, Premiere am 27. Dezember 2018 im Stadtsaal
- seit 2015: Parole! Ein politischer Aschermittwoch im Kabarett, jährliche Veranstaltungsreihe am Aschermittwoch in der Kulisse, Wien
- seit 2014: Kabarett Koalition, regelmäßige Kabarett Mixed-Show im Kulturhofkeller Villach, Kuratoren und Moderation
- 2008: Die lange Nacht des Kabaretts, Kabarett-Tour gemeinsam mit Pepi Hopf, Clemens Maria Schreiner und Gerhard Gradinger, Premiere am 4. September 2008

## Fernsehen und Radio (Auswahl)
- 2021 bis 2023 Gute Nacht Österreich, ORF 1, Autoren
- 2021: Ringlstetter (Fernsehsendung), BR, Darsteller und Autoren
- 2019 bis 2022: Schluss mit Lustig, ORF 1, satirischer Jahresrückblick, Co-Autoren
- 2019: Was gibt es Neues?, ORF 1, Comedy Quizshow, Gast
- 2019: Kabarett im Turm, ORF III, Kabarettreihe, Darsteller, eine Episode
- 2018 bis 2022: Die Tafelrunde, ORF III, Satire-Kabarettshow, mitwirkende Gäste
- 2018: Vereinsheim Schwabing, BR, Comedyshow, mitwirkende Gäste
- 2018: Der kleine Staatsbesuch, ORF 1, Co-Autoren
- 2018: Gebrüder Moped im Freibad, FM4, eigene Sendereihe
- 2018: Pratersterne, ORF 1, Comedyshow, mitwirkende Gäste
- 2016: Zum Brüller, Servus TV, Comedy-Serie, Darsteller
- 2016: DokEins, ORF 1, Co-Autoren
- 2016: Gebrüder Moped – die kleine Wochenrevue, Puls 4, eigene Sendereihe
- 2015: Eckel mit Kanten, Comedyshow, mitwirkende Gäste
- 2015: Die Gebrüder Moped retten die Ehre, Puls 4, satirische Rubrik nach den Puls 4 News
- 2015: heute-show, ZDF, Satireshow, Autoren und Darsteller im Online-Format der Sendung
- 2015 bis 2019: Bist du deppert!, Puls 4, Comedyshow, Autoren und Darsteller
- 2014 bis 2021: Willkommen Österreich, ORF 1, Autoren und Bildsatiriker
- 2013: Hyundai Kabarett-Tage, ORF III, Kabarettreihe, Darsteller, eine Episode

## Podcasts
- 2020 bis 2021: Podcast des Jahres, Moment Magazin, satirischer Jahresrückblick mit Fokus auf Politik, Gesellschaft und Geschichte.
- 2022 bis 2024: Bist du Moped! Podcast, wöchentlicher Satire-Podcast

## Publikationen
- 2018: Heute gehört uns Österreich und morgen die ganze Scheibe, Milena-Verlag, Wien, ISBN 978-3-903184-36-7
- 2015: Was macht der Kanzler eigentlich beruflich?, Milena-Verlag, Wien, ISBN 978-3-902950-39-0